# Beselga (Tomar)
A Freguesia de Beselga foi uma freguesia portuguesa do Município de Tomar, que tinha 13,81 km² de área e 751 habitantes (2011), e, por isso, uma densidade populacional de 54,4 hab/km².
Foi extinta (agregada) pela reorganização administrativa de 2012/2013, sendo o seu território integrado na Freguesia de Madalena e Beselga.

## População
| População da freguesia de Beselga | População da freguesia de Beselga | População da freguesia de Beselga | População da freguesia de Beselga | População da freguesia de Beselga | População da freguesia de Beselga | População da freguesia de Beselga | População da freguesia de Beselga | População da freguesia de Beselga | População da freguesia de Beselga | População da freguesia de Beselga | População da freguesia de Beselga | População da freguesia de Beselga | População da freguesia de Beselga | População da freguesia de Beselga |
| --------------------------------- | --------------------------------- | --------------------------------- | --------------------------------- | --------------------------------- | --------------------------------- | --------------------------------- | --------------------------------- | --------------------------------- | --------------------------------- | --------------------------------- | --------------------------------- | --------------------------------- | --------------------------------- | --------------------------------- |
| 1864                              | 1878                              | 1890                              | 1900                              | 1911                              | 1920                              | 1930                              | 1940                              | 1950                              | 1960                              | 1970                              | 1981                              | 1991                              | 2001                              | 2011                              |
| 866                               | 948                               | 1 083                             | 1 181                             | 1 413                             | 1 469                             | 1 673                             | 1 507                             | 1 439                             | 1 246                             | 1 378                             | 1 043                             | 998                               | 880                               | 751                               |

| Distribuição da População por Grupos Etários | Distribuição da População por Grupos Etários | Distribuição da População por Grupos Etários | Distribuição da População por Grupos Etários | Distribuição da População por Grupos Etários | Distribuição da População por Grupos Etários | Distribuição da População por Grupos Etários | Distribuição da População por Grupos Etários | Distribuição da População por Grupos Etários | Distribuição da População por Grupos Etários |
| -------------------------------------------- | -------------------------------------------- | -------------------------------------------- | -------------------------------------------- | -------------------------------------------- | -------------------------------------------- | -------------------------------------------- | -------------------------------------------- | -------------------------------------------- | -------------------------------------------- |
| Ano                                          | 0-14 Anos                                    | 15-24 Anos                                   | 25-64 Anos                                   | > 65 Anos                                    |                                              | 0-14 Anos                                    | 15-24 Anos                                   | 25-64 Anos                                   | > 65 Anos                                    |
| 2001                                         | 115                                          | 95                                           | 428                                          | 242                                          |                                              | 13,1%                                        | 10,8%                                        | 48,6%                                        | 27,5%                                        |
| 2011                                         | 76                                           | 74                                           | 375                                          | 226                                          |                                              | 10,1%                                        | 9,9%                                         | 49,9%                                        | 30,1%                                        |

Média do País no censo de 2001:  0/14 Anos-16,0%; 15/24 Anos-14,3%; 25/64 Anos-53,4%; 65 e mais Anos-16,4%
Média do País no censo de 2011:   0/14 Anos-14,9%; 15/24 Anos-10,9%; 25/64 Anos-55,2%; 65 e mais Anos-19,0%